# Formă tripartită
În muzică, o formă tripartită cuprinde trei secțiuni, dintre care a treia este reluarea – eventual variată, a – celei dintâi. Notația schematică a tripartitului este A–B–A, în care A corespunde primei secțiuni, iar B o reprezintă pe cea de a doua. Tripartitul se mai numește formă de lied, denumire justificată de folosirea sa frecventă în compozițiile de acest gen.
Un exemplu accesibil de formă tripartită este piesa a treia, Trällerliedchen (en. Humming Song, ro. „cântec de voioșie”), din Album pentru tineret, op. 68 de Robert Schumann (partitura este disponibilă aici). Cele două secțiuni sunt perioade simple, simetrice și pătrate; secțiunea A este tonal închisă (se încheie pe acordul tonicii), în vreme ce B este tonal deschisă (ultimul acord este cel al dominantei). Secțiunile A sunt formulate în tonalitatea Do major, iar B este scrisă în Sol major. A treia secțiune reia fără nicio modificare materialul din prima secțiune.